# 525 Аделаїда
525 Аделаї́да (525 Adelaide) — астероїд головного поясу, спектрального типу S, відкритий 21 жовтня 1908 року Джоелем Хастінґсом Меткалфом у Тонтоні, Массачусетс США. Названий на честь німецької принцеси Адельгейди Саксен-Мейнінгенської, королеви-консорт Британії при Вільгельмі IV.